# Klaviertrio op. 97 (Beethoven)
Das Klaviertrio Nr. 7 in B-Dur, op. 97 von Ludwig van Beethoven ist ein Klaviertrio (d. h. komponiert für Klavier, Geige und Cello), veröffentlicht im Jahre 1811.  Es wird oft kurz als „Erzherzog-Trio“ bezeichnet, weil es der Komponist seinem Schüler Erzherzog Rudolph von Österreich widmete.

## Entstehung
Beethoven begann die Arbeit am Klaviertrio im Sommer 1810 und schloss sie im März 1811 ab. Somit fällt die Komposition in seine „mittlere Schaffensperiode“, die ungefähr von 1803 bis 1814 reicht. Das Klaviertrio entstand im zeitlichen Umfeld der Ruinen von Athen, König Stephan und der Sinfonie Nr. 7 und Sinfonie Nr. 8.
Die erste öffentliche Aufführung fand am 11. April 1814 im Wiener Hotel „Zum römischen Kaiser“ statt. Die Interpreten waren Beethoven selbst (Klavier), Ignaz Schuppanzigh (Violine) und Joseph Linke (Cello), wobei Beethovens Taubheit sich bereits bemerkbar machte. Der Geiger und Komponist Louis Spohr schrieb: „Im Forte schlug der arme Taube so darauf, daß die Saiten klirrten, und im Piano spielte er wieder so zart, daß ganze Tongruppen ausblieben“. Dies war Beethovens letztes öffentliches Auftreten als Pianist. Ungefähr ab 1818 war er weitgehend taub.
Die Erstausgabe erschien 1816, für die Beethoven, wie das Autograph von 1815 beweist, einige kleine Änderungen vornahm, die aber keine substantiellen Veränderungen gegenüber der 1811 konzipierten Werkgestalt bedeuteten.
Im Jahr 1829 schrieb der Wiener Allgemeine Musikalische Anzeiger:

„Wo, Genie, Kunst, Natur, Wahrheit, Geist, Originalität, Erfindung, Ausführung, Geschmack, Kraft, Feuer, Phantasie, Lieblichkeit, tiefes Gefühl und munterer Scherz in schwesterlicher Eintracht sich umschlingen: da muss man mit dem Dichter ausrufen: ›Omne tulit punctum‹ (Der heißt Meister seines Fachs; Horaz.)“

## Zur Musik
Vorbemerkung
Scherzo, sonst im Allgemeinen dritter Satz, und das folgende Andante, sonst in der Regel zweiter Satz, sind hier in der Reihenfolge vertauscht (vgl. dagegen Beethovens „Geistertrio“, op. 70,1). Dadurch wird dieses Werk, op. 97, bereits als ungewöhnlich charakterisiert.

### Erster Satz: Allegro moderato
Der Satz beginnt mit einem Legato-Thema im Klavier. Durch dessen Akkorde stehen dem B-Dur des Satzes die Tonarten G-Dur und Es-Dur statt der Dominante F-Dur gegenüber. An ein Pianissimo schließt die von einigen ruhigen chromatischen Trillern begleitete Reprise an, an deren Ende erneut die Tonika und das Hauptthema erklingen. Es folgt die Durchführung, deren Pizzicato-Passagen ihre Vorläufer in Beethovens Streichquartetten Nr. 7 F-Dur op. 59,1 (dem ersten „Rasumowsky-Quartett“) und Nr. 10 Es-Dur op. 74 (dem „Harfenquartett“) ihre Vorläufer finden. Nach der hinausgezögerten Dominante zu Beginn der Coda folgt, wie in Beethovens Klaviersonate Nr. 23 in f-Moll op. 57, der dem ersten „Appassionata“, eine Reihe ausdrucksstarker Kadenzen.

### Zweiter Satz: Scherzo Allegro
Der zweite Satz ist, wie es auch für andere Werke aus Beethovens mittlerer Periode typisch ist, fünfteilig angelegt. Dem als b-moll-Fugato angelegten ersten Thema des Trios wird ein zweites, im Stil eines Wiener Walzers gehaltene Trio-Thema gegenübergestellt.

### Dritter Satz: Andante cantabile ma però con moto. Poco piu adagio.
Dem langsamen Thema des in D-Dur konzipierten dritten Satzes folgen vier Variationen.
Die Coda des Satzes kommt mehrmals ins Stocken, da ihre Ansätze nicht zu ihrem musikalischen Abschluss kommen. Dies verleiht der Coda eine Stimmung des Abschieds, so dass Musikwissenschaftler Lothar Schmidt schrieb:

„Diese Coda nimmt einen Gestus vorweg, der im 19. Jahrhundert vollends in Nachspielen zu großen Liedern entfaltet wird. [...] Die innere Zeit der periodischen Konstruktion wird in der Dehnung des außerordentlichen Moments virtuell aufgehoben, die periodisch gefestigte Melodie weitet sich zu einem großen, befreiten Gesang“

### Vierter Satz: Allegro moderato - Presto
Der Finalsatz wechselt mehrfach zwischen Tonika und Subdominante und klingt damit an den Anfang des ersten Satzes an. Nach einer ausführlichen Sonatenrondoform endet der Satz in einer A-Dur-Coda, deren Kadenzen ebenfalls an den ersten Satz erinnern.

## Trivia
Die Musik des  Erzherzog-Trios wurde in Elizabeth Georges Krimi Nie sollst Du vergessen (A Traitor to Memory) (2001) verwendet und in Haruki Murakamis Roman Kafka am Strand (2002) mehrfach erwähnt.